# Cừu Merino miền Đông

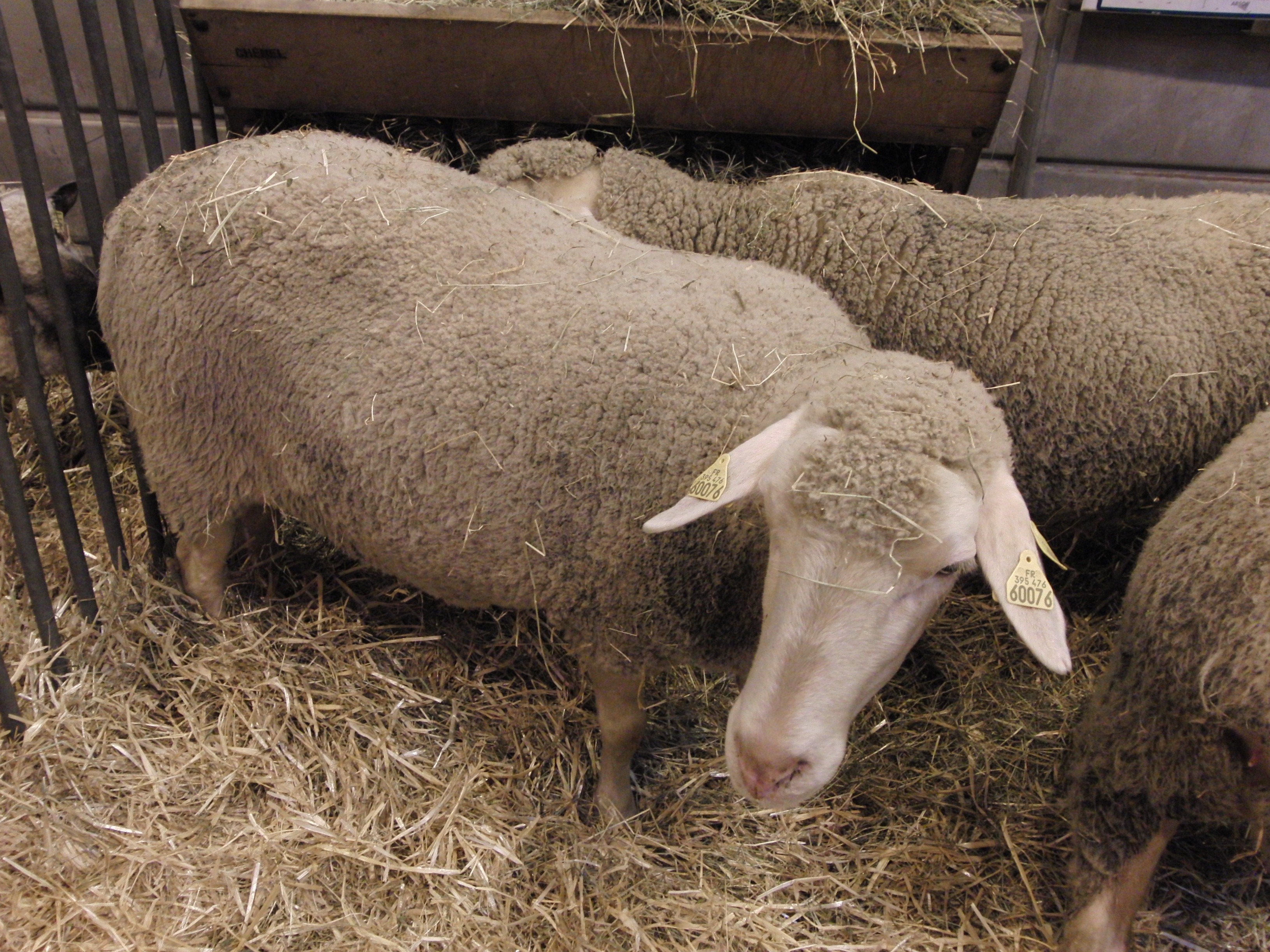
Est a laine merinos

Cừu Merino miền Đông (tiếng Pháp: Est à laine Mérinos) là một giống cừu của vùng đông bắc nước Pháp, chúng có nguồn gốc từ từ phía tây nam nước Đức, Württemberg, nơi nó được hình thành từ các những con cừa Merino nhập khẩu từ Tây Ban Nha và Pháp. Chúng là những giống cừu lớ, khuyết sừng, với lông cừu rậm. Chúng có đầu là màu xám trắng. Đây là một giống cừu rất bền trong môi trường và đặc biệt thích hợp cho việc đi bộ. Như những con cừu Merino nói chung, chúng là một giống cho len mịn tuyệt vời.
Trong năm 2005, đã có khoảng 50.000 con cừu. Cừu Merino miền Đông đến từ cừu có nguồn gốc ở vùng Württemberg ở phía tây nam của nước Đức. Như ở nước Pháp dưới Louis XV đầu tiên và sau đó đặc biệt là dưới Louis XVI, sau đó, để tạo ra các con cừu Rambouillet, những câu chuyện của cừu Merino ở Đức có liên quan trực tiếp đến hàng hoá nhập khẩu. Các công tước của Wurttemberg nhận những con cừu Merino đầu tiên của năm 1786 là Charles II. 

## Đặc điểm

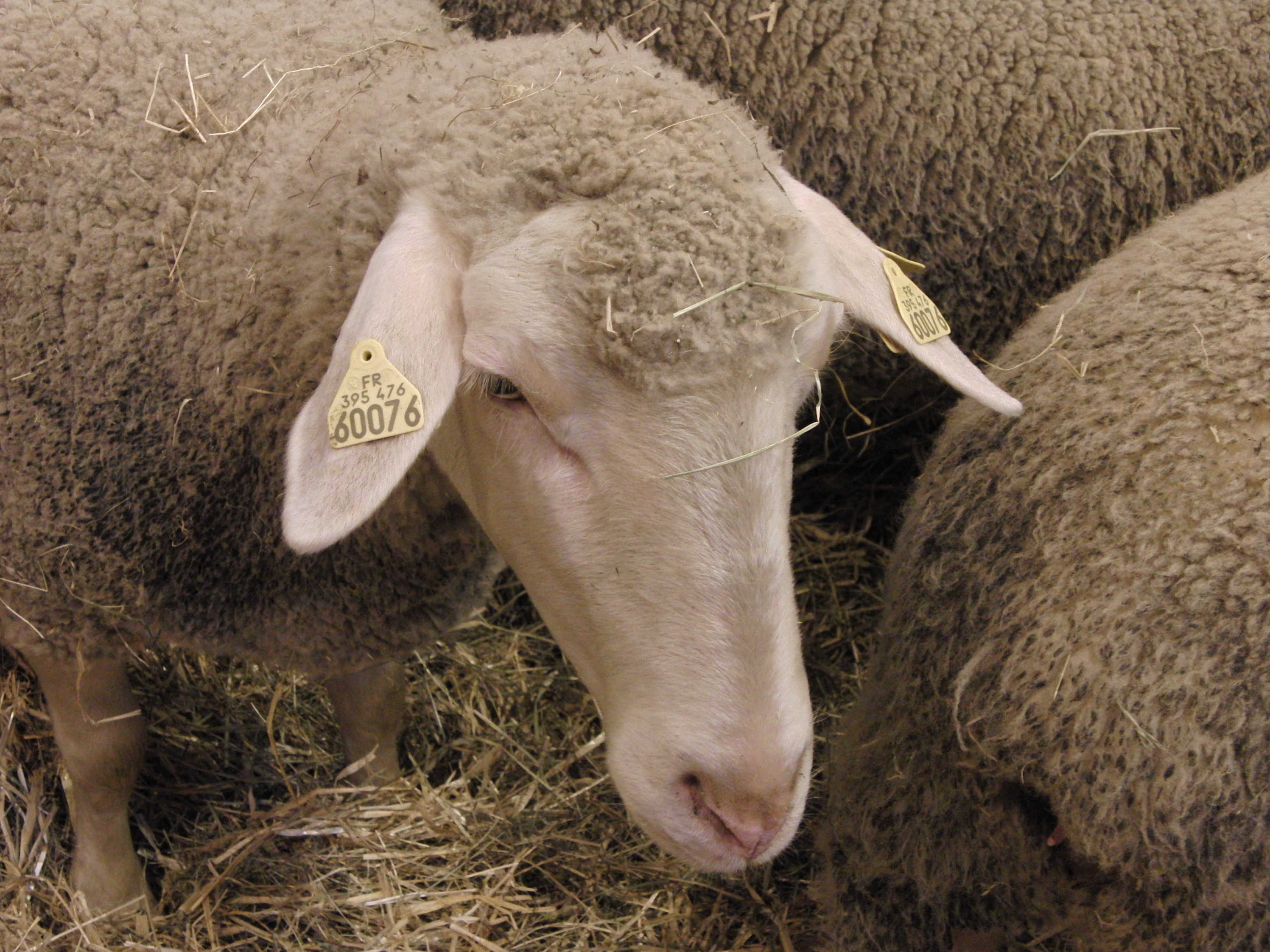
Đầu của con cừu Est a laine merinos

Trọng lượng trung bình lông cừu đực là 6,5 kg, của cừu cái: 4,5 kg. Trọng lượng của cừu trưởng thành là từ 70–90 kg và cừu đực là từ 90–120 kg. Từ năm 1981, những con cừu đực có chỉ số giá trị tốt nhất bởi thụ tinh nhân tạo với 600-700 lần thụ tinh xảy ra mỗi năm trong những cuộc phối giống. Cừu Merino len ở phía Đông là một giống cừu khỏe mạnh. Chúng có sức ăn lớn và thích nghi với tất cả các loại thức ăn.
Giống như giống merino cừu khác, nó cung cấp sức đề kháng tuyệt vời để chống lại cái lạnh và thời tiết nhờ lông cừu sâu rộng, đồng đều, dày đặc, cách nhiệt, tốt hơn và nhanh hơn tốc độ tăng trưởng của nó, được phản ánh trong. Hành vi tự nhiên phổ biến cho tất cả các loại cừu Merino trong việc. Chúng có tầm quan trọng mạnh mẽ, giống thuần chủng hoặc 50-60% dân số cừu của phía đông bắc của Pháp.
Trán chúng phẳng, xương mũi lồi ra, chúng có hố nước mắt, mõm của chúng mỏng, môi hoạt động, răng cửa sắc, nhờ đó chúng có thể gặm được cỏ mọc thấp và bứt được những lá thân cây mềm mại, hợp khẩu vị trên cao để ăn. Chúng có thói quen đi kiếm ăn theo bầy đàn, tạo thành nhóm lớn trên đồng cỏ. Trong da chúng có nhiều tuyến mồ hôi và tuyến mỡ hơn dê. Bởi thế chúng bài tiết mồ hôi nhiều hơn và các cơ quan hô hấp tham gia tích cực hơn vào quá trình điều tiết nhiệt. Mô mỡ dưới da của chúng phát triển tốt hơn dê và ngược lại ở các cơ bên trong của chúng có ít tích lũy mỡ hơn dê. 

## Chăn nuôi

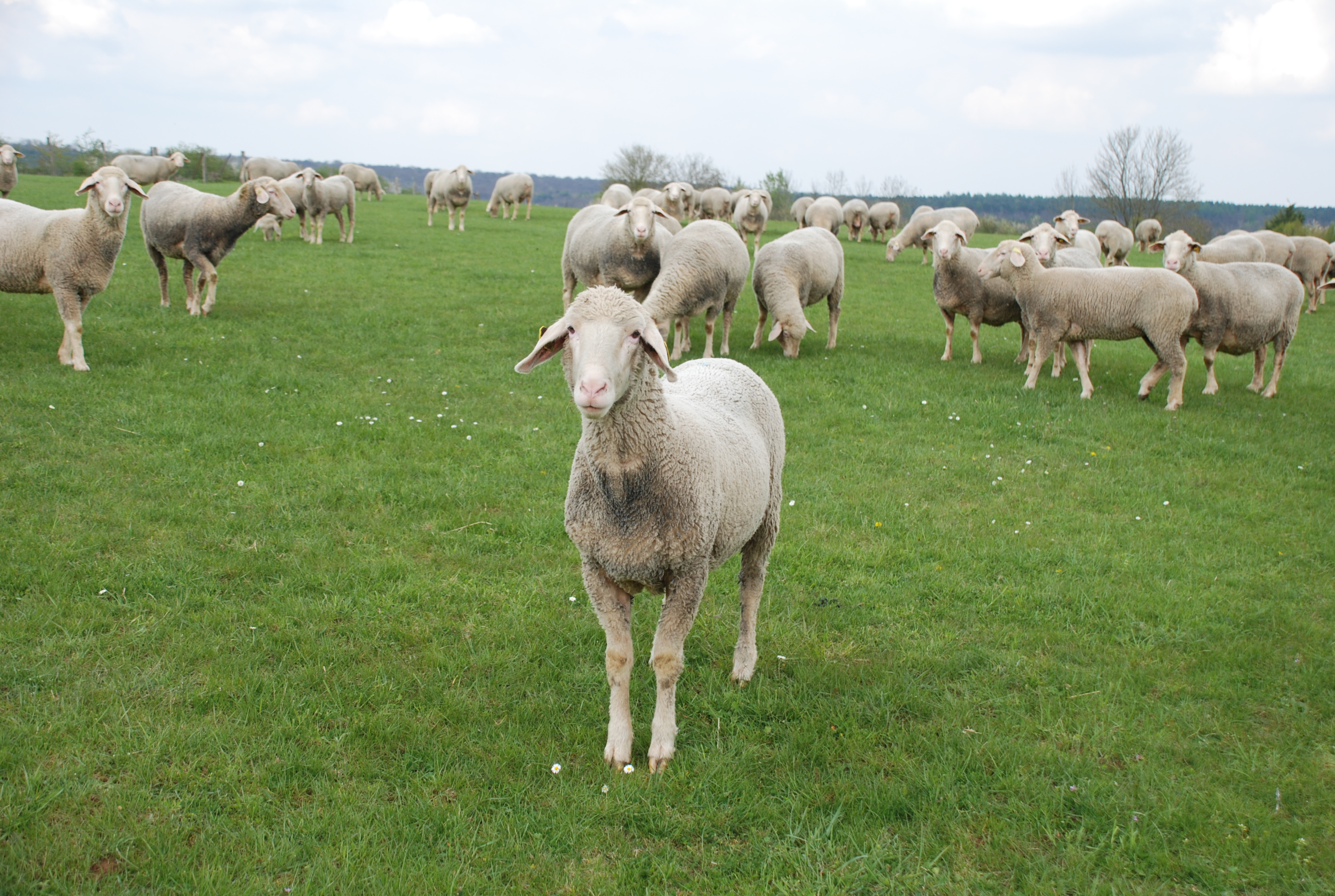
Một bầy cừu Merino Đông

Chúng có tính bầy đàn cao nên dễ quản lý, chúng thường đi kiếm ăn theo đàn nên việc chăm sóc và quản lý rất thuận lợi. Chúng cũng là loài dễ nuôi, mau lớn, ít tốn công chăm sóc. So với chăn nuôi bò thì chúng là vật nuôi dễ tính hơn, thức ăn của chúng rất đa dạng, thức ăn của chúng là những loại không cạnh tranh với lương thực của người. Chúng là động vật có vú ăn rất nhiều cỏ.
Hầu hết chúng gặm cỏ và ăn các loại cỏ khô khác, tránh các phần thực vật có gỗ nhiều. Chúng có chế độ hoạt động ban ngày, ăn từ sáng đến tối, thỉnh thoảng dừng lại để nghỉ ngơi và nhai lại. Đồng cỏ lý tưởng cho chúng như cỏ và cây họ Đậu. Khác với thức ăn gia súc, thức ăn chính của chúng trong mùa đông là cỏ khô.
Chúng là loài ăn tạp, có thể ăn được nhiều loại thức ăn bao gồm thức ăn thô xanh các loại như: rơm cỏ tươi, khô, rau, củ quả bầu bí các loại, phế phụ phẩm công nông nghiệp và các loại thức ăn tinh bổ sung như cám gạo ngũ cốc. Mỗi ngày chúng có thể ăn được một lượng thức ăn 15-20% thể trọng. Chúng cần một lượng thức ăn tính theo vật chất khô bằng 3,5% thể trọng. Với nhu cầu 65% vật chất khô từ thức ăn thô xanh (0,91 kg) và 35% vật chất khô từ thức ăn tinh (0,49 kg). Khi cho chúng ăn loại thức ăn thô xanh chứa 20% vật chất khô và thức ăn tinh chứa 90% vật chất khô.
Nguồn nước uống là nhu cầu cơ bản của chúng. Lượng nước cần cho chúng biến động theo mùa và loại và chất lượng thực phẩm mà chúng tiêu thụ. Khi chúng ăn nhiều trong các tháng đầu tiên và có mưa (kể cả sương, khi chúng ăn vào sáng sớm), chúng cần ít nước hơn. Khi chúng ăn nhiều cỏ khô thì chúng cần nhiều nước. Chúng cũng cần uống nước sạch, và có thể không uống nếu nước có tảo hoặc chất cặn. Trong một số khẩu phần ăn của chúng cũng bao gồm các khoáng chất, hoặc trộn với lượng ít.

## Chăm sóc
Sau khi cho phối giống 16-17 ngày mà không có biểu hiện động dục lại là có thể cừu đã có chửa, Căn cứ vào ngày phối giống để chuẩn bị đỡ đẻ cho cừu (thời gian mang thai của cừu 146-150 ngày) nhằm hạn chế cừu sơ sinh bị chết; Có thể bồi dưỡng thêm thức ăn tinh và rau cỏ non cho cừu có chửa nhưng tuyệt đối tránh thức ăn hôi mốc; Khi có dấu hiệu sắp đẻ (bầu vú căng, xuống sữa, sụt mông, âm hộ sưng to, dịch nhờn chảy ra, cào bới sàn…) nên nhốt ở chuồng riêng có lót ổ rơm và chăn dắt gần, tránh đồi dốc.
Thông thường cừu mẹ nằm đẻ nhưng cũng có trường hợp đứng đẻ, tốt nhất nên chuẩn bị đỡ đẻ cho cừu; Sau khi đẻ cừu mẹ tự liếm cho con. Tuy nhiên, vẫn phải lấy khăn sạch lau khô cho cừu con, nhất là ở miệng và mũi cho cừu con dễ thở. Lấy chỉ sạch buộc cuống rốn (cách rốn 4–5 cm), cắt cuống rốn cho cừu con và dùng cồn Iod để sát trùng; Giúp cừu con sơ sinh đứng dậy bú sữa đầu càng sớm càng tốt (vì trong sữa đầu có nhiều kháng thể tự nhiên); Đẻ xong cho cừu mẹ uống nước thoải mái (có pha đường 1% hoặc muối 0.5%).
Cừu con trong 10 ngày đầu sau khi đẻ cừu con bú sữa mẹ tự do; Từ 11-21 ngày tuổi cừu con bú mẹ 3 lần/ngày, nên tập cho cừu con ăn thêm thức ăn tinh và cỏ non, ngon; 80-90 ngày tuổi có thể cai sữa. Giai đoạn này phải có cỏ tươi non, ngon cho cừu con để kích thích bộ máy tiêu hóa phát triển (đặc biệt là dạ cỏ) và bù đắp lượng dinh dưỡng thiếu hụt do sữa mẹ cung cấp không đủ; Cừu sinh trưởng và phát triển nhanh, mạnh ở giai đoạn này.